# Русские Норваши
Ру́сские Норва́ши (чув. Нӑрваш Сали) — село в Янтиковском районе Чувашской Республики. Входит в состав Янтиковского сельского поселения.

## География
Находится в восточной части Чувашии на расстоянии приблизительно 1 км на запад по прямой от районного центра села Янтиково.

## История
Известно с 1646 года. До 1861 года селом владели помещики Крестниковы, Лаптевы, Пятины, Бестужевы, Глуховы, Леонтьевы. Число дворов и жителей: в 1645-46 — 8 дворов, 21 мужчина, 1795 — 16 дворов, 80 жителей.; 1859 — 29 дворов, 206 жителей.; 1897—356 жителей.; 1926 — 81 двор, 383 жителя.; 1939—524 жителя.; 1979—249 жителей. В 2002 году было 68 дворов, 2010 — 56 домохозяйств. В годы коллективизации работал колхоз «Культура», в 2010 КФХ «Лазарев». Действовали храм во имя Дмитрия Митрополита (XVIII век) и храм Святой Троицы (1763—1909, 1915-33).

## Население
| 2010 | 2012 | 2014 |
| ---- | ---- | ---- |
| 134  | ↗162 | ↘154 |

Население составляло 157 человек (русские 80 %) в 2002 году, 134 в 2010, 162 в 2012, 154 в 2014.